# 林少偉
林少偉（英語：William Lim Siew Wai，1932年7月19日—2023年1月7日），新加坡建築師、新加坡傳統文化學會創辦人，曾參與設計珍珠坊、黃金坊、新加坡大會堂等多個新加坡著名地標建築。

## 教育
林少偉畢業於倫敦建築聯盟學院，並在哈佛大學攻讀研究生，隨後成為哈佛大學城市與區域規劃系的富布賴特研究員。

## 事業
從1957年起，他作為合夥人在新加坡和馬來西亞的幾家公司工作。他的工作從為住宅和商業利益設計現代主義建築開始，然後發展到新加坡和吉隆坡的大型購物中心。林少偉的設計作品包括後來成為新加坡商業發展的典範的珍珠坊（1973年）；黃金坊（1974年）；和東陵購物中心。
1981年，他開始創業，他也是新加坡傳統文化學會的創始成員，在1987年到1997年之間，擔任學會的第一次任會長。林少偉還曾任Asian Urban Lab的聯合創始人兼主席，以及Architectural Association of Asia（AA Asia）的主席。他在2002年退休。林少偉於2002年被澳大利亞墨尔本皇家理工大学授予榮譽建築學博士學位，並於2005年被任命為拉薩爾 - 新航藝術學院 英語：）名譽教授。他亦曾任中國天津大學的客座教授。
林少偉撰寫和演講的主題廣泛，涉及亞洲的建築、城市化和文化，以及與後現代、全球在地化和社會正義相關的當前課題。他是 Asian Alterity: With Special Reference to Architecture and Urbanism through The Lens of Cultural Studies (2008) 的作者，以及 Asian Design Culture (2009) 的編輯和 Non West Modernist Past (2011) 的聯合編輯。

## 個人生活
林少偉的妻子為 Lena Lim。夫婦二人育有兩個孩子，一兒一女。他在2022年底患上2019冠狀病毒病。
他于2023年1月7日在新加坡荷蘭路的家中去世，耆壽90歲。

## 作品

### 新加坡
- 1973 珍珠坊
- 1974 黃金坊
- 1980 東陵購物中心
- 1987 新加坡救主堂
- 1999 马林百列社区综合大厦
- 2000 佳乐丽酒店

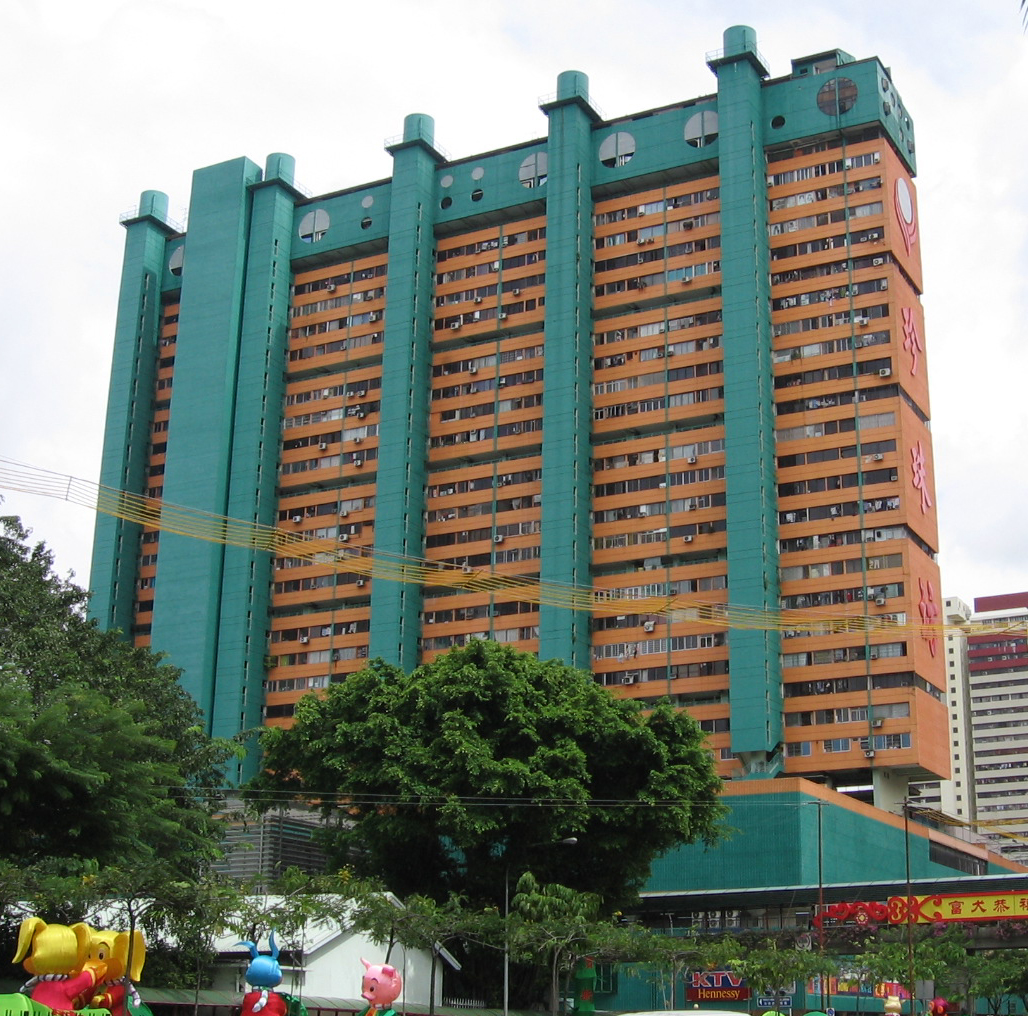
新加坡珍珠坊
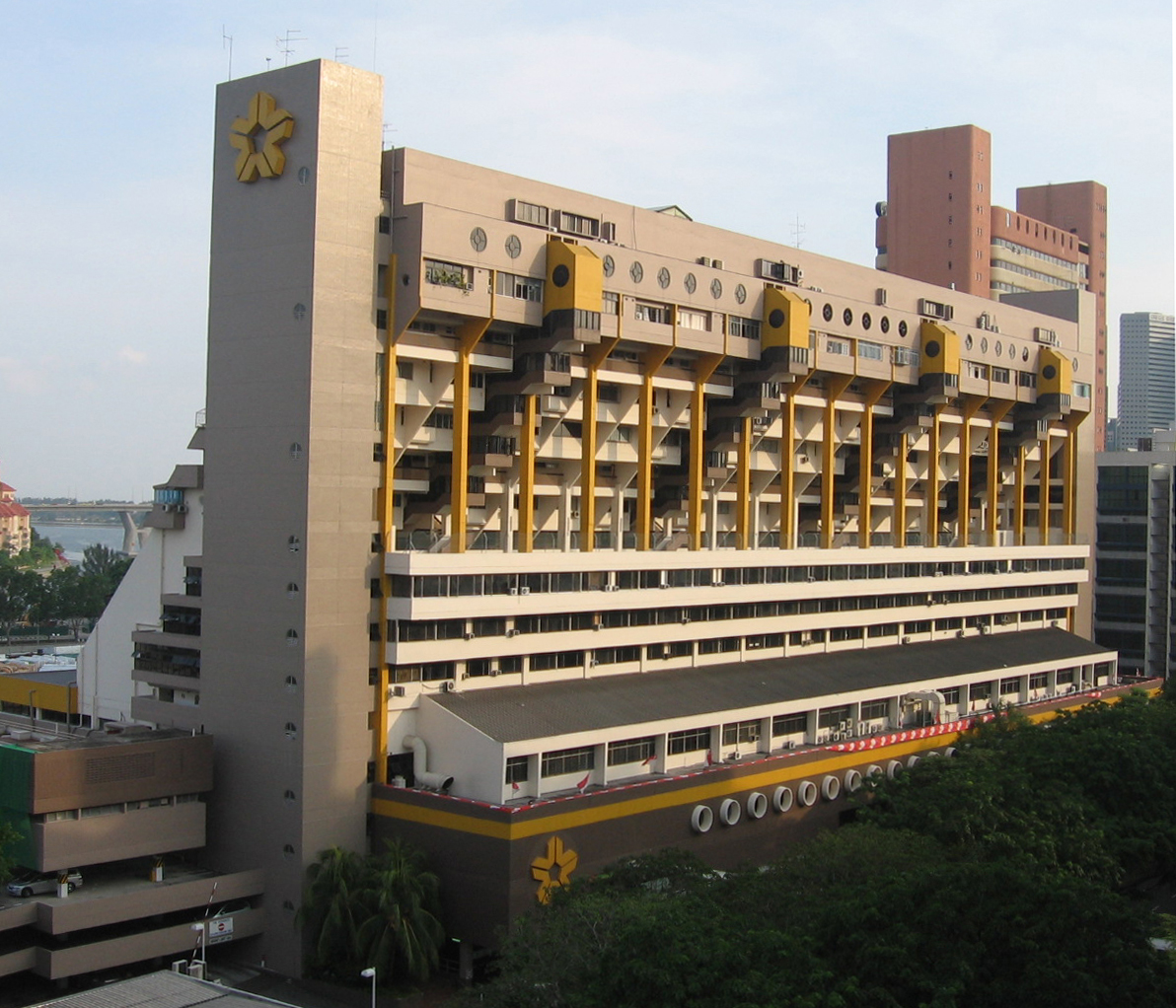
新加坡黃金坊
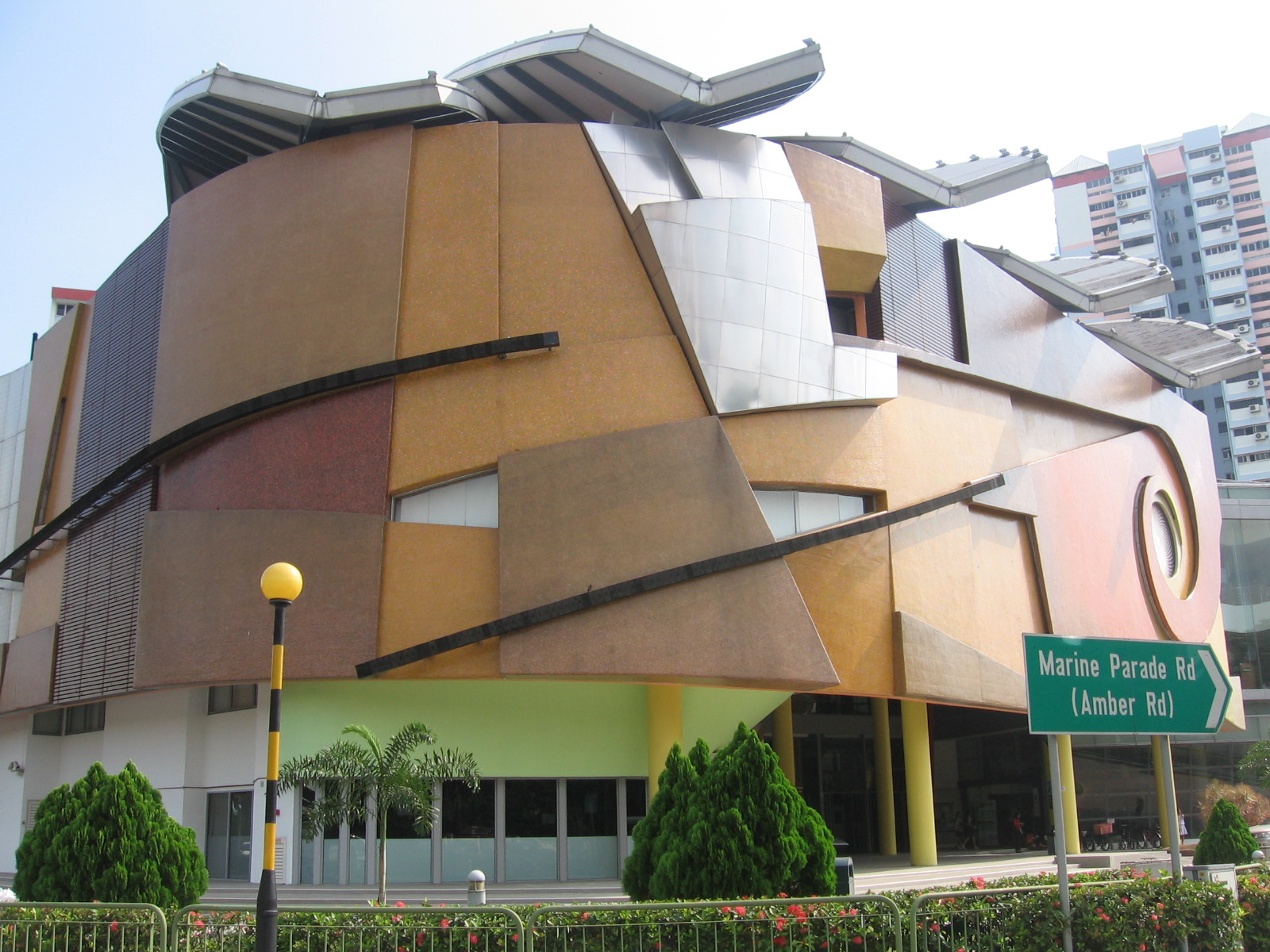
新加坡马林百列社区综合大厦

## 書籍
- 1990 Cities for People: Reflections of a Southeast Asian Architect, Select Books
- 1998 with Tan Hock Beng: Contemporary Vernacular: Evoking Traditions In Asian Architecture, Select Books
- 1998 Asian new urbanism and other papers, Select Books
- 2005 Asian Ethical Urbanism: A Radical Postmodern Perspective, 世界科學出版社
- 2008 Asian Alterity: With Special Reference to Architecture and Urbanism Through the Lens of Cultural Studies, 世界科學出版社
- 2012 Incomplete Urbanism: A Critical Urban Strategy for Emerging Economies, 世界科學出版社